# Liga Regional Tresarroyense de fútbol
La Liga Regional Tresarroyense de fútbol es una de las "liga regional de fútbol" tiene asiento en la ciudad de Tres Arroyos, Provincia de Buenos Aires, República Argentina. 
La liga tiene su sede en la calle Reconquista 75 en la ciudad de Tres Arroyos. Su jurisdicción comprende los partidos de Tres Arroyos, Adolfo Gonzales Chaves y parte de Coronel Pringles (Once Corazones de Indio Rico).
La Liga Regional Tresarroyense de fútbol se encuentra afiliada al Consejo Federal de la Asociación del Fútbol Argentino (AFA).
El presidente de la Liga Regional Tresarroyense de fútbol desde 2017 es Ricardo Fernandez.

## Historia
El fútbol en Tres Arroyos tiene sus orígenes a comienzos del siglo XX cuando existían formaciones que se armaban para afrontar algún compromiso contra elencos de la zona y también de la ciudad. 
Así surgieron clubes como El Sud, Alumni, Tres Arroyos Foot-Ball Club, Barracas, Ferroviarios, Estudiantes y otros que con el paso del tiempo no lograban el arraigo necesario y desaparecían. 
En 1915 se fundaría El Nacional y comenzaría de esa manera a actuar El Decano de nuestro fútbol como se lo conoce por estos días, vale aclarar que en Adolfo Gonzales Chaves ya existía Independencia pero confrontaría con equipos de Tres Arroyos solamente de manera amistosa. 
En 1917 surge el Club Atlético Costa Sud y en 1918 se fusionan Estudiantes y Porteño para dar vida a Estudiantil Porteño. En los primeros días de 1923 nace Huracán y en el 1926 será el turno de la fundación de Colegiales, clubes que tendrían una directa incidencia con la creación de la Liga de Fútbol. 
Por aquellos años ya se había intentado con la fundación de Asociaciones que duraron muy poco tiempo, incluso hubo algunos campeonatos de la Liga Ferroviaria en 1914, en 1916 se juega supervisado por la Liga del Sur y el campeón es El Nacional, en 1919 surge la Asociación Tres Arroyos de fútbol que organiza los torneos desde el año 1919 hasta 1923 cuyos campeones resultaron El Nacional en dos oportunidades, Estudiantil Porteño y Tres Arroyos Foot-Ball Club los últimos dos. 
El 18 de junio de 1928 nace a la vida institucional la Asociación Tresarroyense de Fútbol, hoy Liga Regional Tresarroyense. La iniciativa salió del club Huracán y fueron sus fundadores el doctor Alberto Cier y Jorge Noguez por Estudiantil Porteño; Ricardo Rudi y Americo Dayugar por Huracán; Abel Sampedro por Nacional; Antonio Briglie y Pascual Val por Costa Sud y Héctor Ceriani por Colegiales. Pedro Poujol fue el presidente acompañado en la secretaría por Domingo Puchulu.
En 1942, la selección tresarroyense, se consagra subcampeón provincial, cayó en la final por 2 a 0 frente a Mar del Plata.
Desde el año 1953 se juega un torneo preparación, desde el año del comienzo hasta 1979 el torneo se denominó Humberto Milanessi, en memoria del arquero de Huracán, fallecido a raíz de una enfermedad. De ahí en adelante se denomina Torneo Preparación, el torneo dejó de disputarse entre 1988/1993 y 2000/2002. 
El Quequén de Oriente, en los años 1958 y 1959, se consagra campeón provincial de clubes y en 1960 subcampeón argentino, cayó en la final con Atlético Tucumán, en la semifinal venció a Unión de Santa Fe.
En 1973, Huracán comienza a participar en los viejos Torneos Regionales, también lo harían unos años después Club Atlético Boca de Tres Arroyos y El Nacional.
Diego Armando Maradona jugó en Tres Arroyos en 1992 (mientras veraneaba en Balneario Marisol) un partido a beneficio en el estadio "Mateo Catale" de El Nacional, su equipo perdió 3 a 2 y el hizo un gol. Las canchas tresarroyenses también han sido visitadas por los clubes más importantes del país en los años '50 y '60 (River en 1953, con Amadeo Carrizo y Ángel Labruna; Boca en 1954, 1958 y 1971; San Lorenzo en 1956; 1Estudiantes de La Plata]] en 1969, recientemente se había consagrado campeón del mundo; entre otros) y también cuando Huracán estuvo en la máxima categoría. También se presentó un combinado polaco en el que jugaba el recordado Grzegorz Lato.
En 1995 y 2016 la selección tresarroyense sub-15 logra el campeonato provincial.
El hecho más importante del fútbol tresarroyense es el ascenso de Huracán a la máxima categoría del Fútbol argentino para la temporada 2004/2005. Este equipo quedó en la historia del fútbol argentino porque en solo seis temporadas llegó a Primera División, manteniendo la misma base de jugadores desde el Argentino "B".
Independencia de gonzales chaves disputó la final del Torneo del Interior en el 2005 ante Rivadavia de Lincoln quien terminó siendo el campeón. El partido de ida en chaves ganó el ventarrón por 2 a 1, mientras que en el partido de vuelta disputado en Lincoln, Rivadavia ganó por 4 a 0.- Independencia también disputó la semifinal del Argentino "B" en el año 2003 cayendo ante Santamarina de Tandil por diferencia de goles.-
También han participado del Torneo del Interior y Argentino "B", Quilmes, Villa del Parque, Once Corazones, Deportivo Independencia, El Nacional, Club Atlético Boca de Tres Arroyos y en el 2007 y 2011 Sportivo Olimpo se desempeñó en el Torneo Argentino "C".

## Organización
La liga está organizada en Primera y Segunda División. En la temporada se disputan dos campeonatos (Apertura y Clausura) luego se disputa una final entre los ganadores de cada torneo para ganarse un lugar en la final del año donde su rival sale de los playoff. En el mes de diciembre, al término de los campeonatos, se juega una final de ida y vuelta, entre los dos clubes campeones de las dos etapas (Etapa regular -Apertura y Clausura- y Playoff), para definir al campeón del año. Si el mismo equipo obtiene los dos campeonatos, automáticamente también se consagra campeón del año. En primera y segunda división el sistema es el mismo, con la diferencia que el campeón en segunda asciende directamente a primera y el subcampeón del año juega una promoción con un equipo de primera.
Desde el año 2018 se realiza de manera oficial la Copa Challenger. Esta competencia la disputan el campeón de Primera división Versus el de segunda.

## Consejo Directivo
- Presidente: Jorge Balda.

- Vice Pte. 1º: Jorge Ibáñez.

- Vice Pte. 2º: Omar Piloni.

- Secretario: Roberto Pepe (Colegiales).
- Prosecretario: José Vacca (Villa del Parque).

- Tesorero: Hugo Vázquez (Olimpo).

- Protesorero: Horacio Trillo (Quilmes).

- Vocales: Mario Lobos (Cascallares) - Raúl Alberdi (Independencia) - Alberto Bareile (Huracán) - Daniel Alvarado (San Martín) - Daniel De La Canal (Once Corazones) - Hugo Balbuena (H. Ciclista).

- Comisión de Haciendas: Colegiales, Olimpo y Segundas Divisiones.

- Comisión de Interpretación y Reglamentos: San Martín, Once Corazones, H. Ciclista y Cascallares.

- Comisión de Afiliación, Programas y Árbitros: Quilmes, Independencia, Huracán y Villa del Parque.

- Consejo de Inferiores: Antonio Sofía (El Nacional) - Carlos Morán (Huracán) - Aldo Auzmendi (Independencia) - Santiago Antolí (Huracán Ciclista).

- Presidente del Consejo de Inferiores: Omar Piloni.

- Vicepresidente del Consejo de Inferiores: Antonio Sofía.

- Secretario del Consejo de Inferiores: Carlos Morán.

## Clubes en Primera División
| Equipos                                | Localidades                                         |
| -------------------------------------- | --------------------------------------------------- |
| Club Sportivo Olimpo                   | Tres Arroyos, Provincia de Buenos Aires             |
| Club Atlético El Nacional              | Tres Arroyos, Provincia de Buenos Aires             |
| Club Atlético Huracán                  | Tres Arroyos, Provincia de Buenos Aires             |
| Club Atlético Colegiales               | Tres Arroyos, Provincia de Buenos Aires             |
| Club Atlético Boca Juniors             | Tres Arroyos, Provincia de Buenos Aires             |
| Club Deportivo Independencia           | Adolfo Gonzales Chaves , Provincia de Buenos Aires  |
| Club Atletico Villa del Parque         | Tres Arroyos, Provincia de Buenos Aires             |
| Club Social y Deportivo Once Corazones | Indio Rico, Provincia de Buenos Aires               |
| Club Recreativo Echegoyen              | San Francisco de Bellocq, Provincia de Buenos Aires |
| Alumni Foot-Ball Club                  | Orense, Provincia de Buenos Aires                   |
| Huracán Ciclista Club                  | Adolfo Gonzales Chaves, Provincia de Buenos Aires   |
| Club Quilmes                           | Tres Arroyos, Provincia de Buenos Aires             |

## Clubes en Segunda División
| Equipo                                 |                                                   |
| -------------------------------------- | ------------------------------------------------- |
| Club Atlético San Martín               | Adolfo Gonzales Chaves, Provincia de Buenos Aires |
| Club Atlético Argentinos Juniors       | Tres Arroyos, Provincia de Buenos Aires           |
| Club Deportivo Juan Eulogio Barra      | Juan Eulogio Barra, Provincia de Buenos Aires     |
| Club Atlético Agrario                  | De La Garma, Provincia de Buenos Aires            |
| Cascallares Foot-Ball Club             | Micaela Cascallares, Provincia de Buenos Aires    |
| Club Deportivo Garmense                | De la Garma, Provincia de Buenos Aires            |
| Club Deportivo Central                 | Tres Arroyos, Provincia de Buenos Aires           |
| Club Social y Deportivo Union          | Tres Arroyos, Provincia de Buenos Aires           |
| Club Recreativo Balneario Claromeco    | Claromeco, Provincia de Buenos Aires              |
| Club Copetonas Social Y Deportivo      | Copetonas, Provincia de Buenos Aires              |
| Asociación Civil y Deportiva Cristiana | Tres Arroyos, Provincia de Buenos Aires           |

## Clubes que participaron en la liga
- Club Atlético Costa Sud de Tres Arroyos
- Club Estudiantil Porteño de Tres Arroyos (Nació en 1918 de la fusión de los clubes Estudiantes y Porteño)
- Club Ferroviario de Tres Arroyos
- Club Ferroviario de Coronel Dorrego
- Club Sportivo y Recreativo El Quequén de Oriente
- Oriente Foot-Ball Club de Oriente (Los tres últimos actualmente en la Liga de fútbol de Coronel Dorrego)

### Clubes que participaron solo en asociaciones anteriores a la actual liga
- Club Estudiantes de Tres Arroyos
- Club Porteño de Tres Arroyos
- Club Atlético El Sud de Tres Arroyos
- Club Peñarol de Tres Arroyos
- Club Barracas de Tres Arroyos (Cambió de nombre en 1915 a Club Atlético El Nacional)
- Club Alumni de Tres Arroyos
- Tres Arroyos Foot-Ball Club

## Clubes campeones del torneo oficial en Primera División
- 1928: Huracán TA
- 1929: El Nacional
- 1930: El Nacional
- 1931: El Nacional
- 1932: El Nacional
- 1933: El Nacional
- 1934: Huracán TA
- 1935: Cascallares
- 1936: Cascallares
- 1937: Cascallares
- 1938: Cascallares
- 1939: Cascallares
- 1940: Huracán TA
- 1941: Boca de Tres Arroyos
- 1942: Boca de Tres Arroyos
- 1943: Huracán TA
- 1944: Boca de Tres Arroyos
- 1945: Boca de Tres Arroyos
- 1946: Villa del Parque
- 1947: Cascallares
- 1948: Villa del Parque
- 1949: Quilmes
- 1950: Declarado desierto
- 1951: El Nacional
- 1952: Declarado desierto
- 1953: Villa del Parque
- 1954: Copetonas
- 1955: Huracán TA
- 1956: Colegiales
- 1957: Independencia
- 1958: El Quequen
- 1959: El Quequen
- 1960: Oriente
- 1961: Huracán TA
- 1962: Huracán TA
- 1963: El Nacional
- 1964: Colegiales
- 1965: Huracán TA
- 1966: Colegiales
- 1967: Huracán TA
- 1968: Huracán TA
- 1969: Huracán TA
- 1970: Huracán TA
- 1971: Boca de Tres Arroyos
- 1972: Huracán TA
- 1973: Huracán TA
- 1974: Huracán TA
- 1975: Boca de Tres Arroyos
- 1976: Boca de Tres Arroyos
- 1977: Huracán TA
- 1978: Huracán TA
- 1979: Huracán TA
- 1980: Huracán TA
- 1981: Huracán TA
- 1982: Huracán TA
- 1983: Huracán TA
- 1984: Huracán TA
- 1985: Declarado desierto
- 1986: El Nacional
- 1987: Quilmes
- 1988: El Nacional
- 1989: Huracán TA
- 1990: Huracán TA
- 1991: Huracán TA
- 1992: Quilmes
- 1993: Independencia
- 1994: Huracán TA
- 1995: Huracán TA
- 1996: Huracán TA
- 1997: Quilmes
- 1998: Huracán TA
- 1999: Huracán TA
- 2000: Independencia
- 2001: Independencia
- 2002: El Nacional
- 2003: Independencia
- 2004: Independencia
- 2005: Huracán TA
- 2006: Huracán TA
- 2007: Independencia
- 2008: Colegiales
- 2009: Huracán TA
- 2010: Once Corazones
- 2011: Huracán TA
- 2012: Once Corazones
- 2013: Once Corazones
- 2014: Huracán TA
- 2015: Once Corazones
- 2016: Once Corazones
- 2017: Quilmes
- 2018: Huracán TA
- 2019: Colegiales
- 2020: Declarado desierto
- 2021: Once Corazones
- 2022: Huracán TA
- 2023: Huracán Ciclista
- 2024: Huracán Ciclista

Resumen de títulos: Huracán TA 38, El Nacional 10, Independencia y Boca 7, Cascallares y Once Corazones 6,  Quilmes y Colegiales 5, Villa del Parque 3, El Quequén y Huracán Ciclista 2, Oriente y  Copetonas  1.
Fueron declarados desiertos 4 torneos.

## Clubes campeones del Torneo Preparación
- 1953: Cascallares
- 1954: El Nacional
- 1955: Cascallares
- 1956: Huracán TA
- 1957: Cascallares
- 1958: Huracán TA
- 1959: Cascallares
- 1960: Independencia
- 1961: Ferroviario
- 1962: Quilmes
- 1963: El Nacional
- 1964: Huracán TA
- 1965:  Cascallares
- 1967: Alumni
- 1968: Huracán TA
- 1969: El Nacional
- 1970: Huracán TA
- 1971: Boca de Tres Arroyos
- 1972: Huracán TA
- 1973: Huracán TA
- 1974: El Nacional
- 1975: Huracán TA
- 1976: Boca de Tres Arroyos
- 1977: Huracán TA
- 1978: El Nacional
- 1979: Huracán TA
- 1980: Huracán TA
- 1981: Garmense
- 1982: Huracán TA
- 1983: Huracán TA
- 1984: Independencia
- 1985: Huracán TA
- 1986: Colegiales
- 1987: Independencia
- 1988: Independencia
- 1989: No se disputó
- 1990: No se disputó
- 1991: No se disputó
- 1992: No se disputó
- 1993: No se disputó
- 1994: El Nacional
- 1995: Sp. Olimpo
- 1996: Colegiales
- 1997: Independencia
- 1998: Independencia
- 1999: Huracán Ciclista
- 2000: No se disputó
- 2001: No se disputó
- 2002: No se disputó
- 2003: Independencia
- 2004: Echegoyen
- 2005: Huracán Ciclista
- 2006: Huracán TA
- 2007: Huracán TA
- 2008: Cascallares
- 2009: Huracán TA
- 2010: Once Corazones
- 2011: Sp. Olimpo
- 2012: Independencia[6]
- 2013: Sp. Olimpo
- 2014: No se disputó
- 2015: Suspendido (Problemas de calendario)
- 2024: Huracán Ciclista Club
- Resumen de títulos: Huracán TA 19, Independencia 9, El Nacional 8, Colegiales, Sp. Olimpo 3, Boca y H. Ciclista 2, Once corazones, Ferroviario, Quilmes, Alumni, Garmense, Cascallares y Echegoyen 1.
- Entre 1953 y 1979 el torneo se llamó Humberto Milanessi.
- El torneo dejó de disputarse entre 1988/1993, 2000/2002 y 2015/2024.

## Clubes campeones de la Copa Challenger
- 2018: Huracán TA
- 2019: Colegiales
- 2020: No se disputó
- 2021: Once Corazones
- 2022: Huracán TA
- 2023: Huracán Ciclista
- 2024: Villa Del Parque